# Air Do
Air Do (japanisch 株式会社AIRDO Kabushiki kaisha Ea Du), früher Hokkaido International Airlines (北海道国際航空 Hokkaidō Kokusai Kōkū), ist eine japanische Billigfluggesellschaft mit Sitz in Sapporo und Basis auf dem Flughafen Tokio-Haneda.

## Geschichte

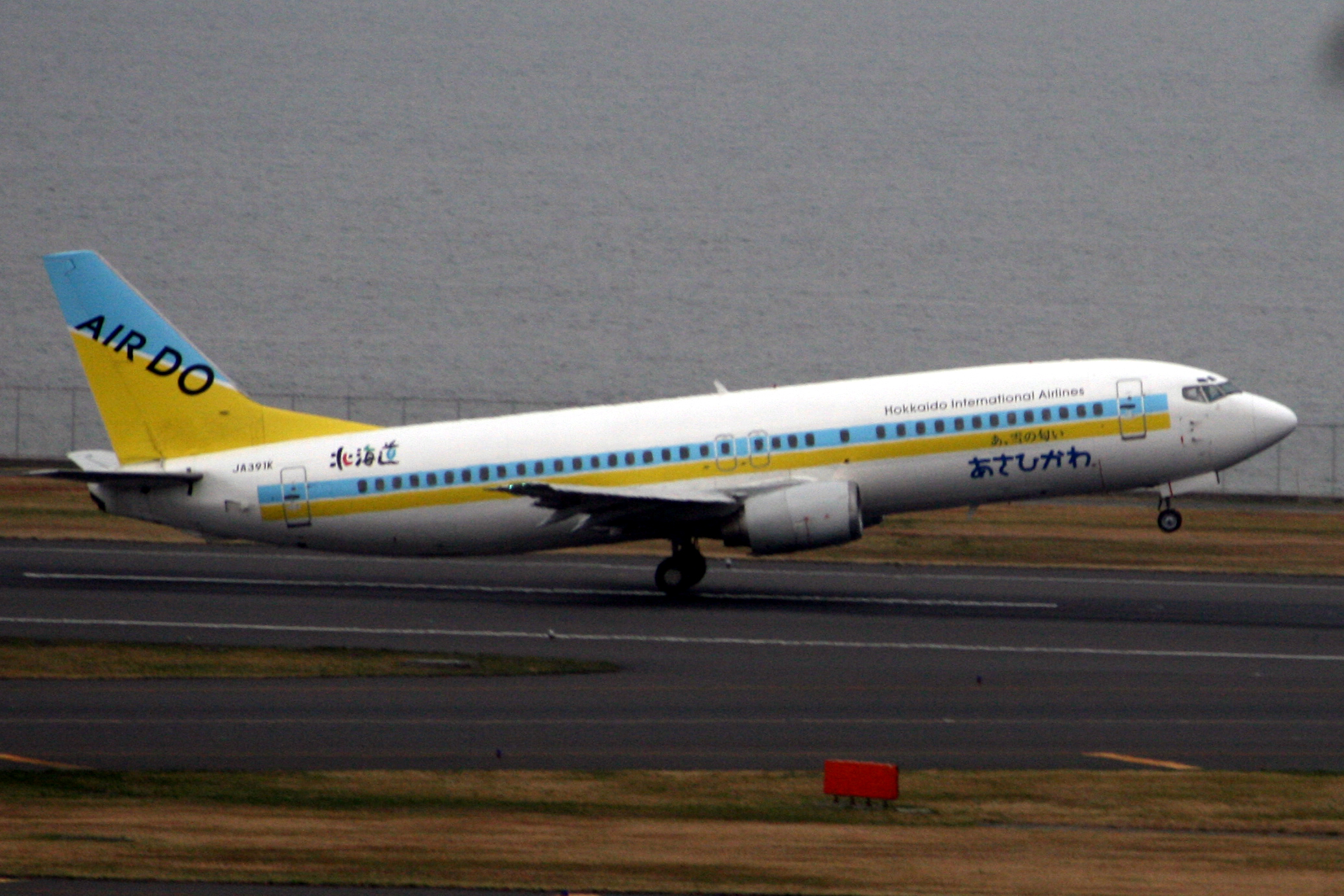
Boeing 737-400 der Air Do

Logo der Hokkaido International Airlines

Air Do wurde im Jahr 1996 auf Hokkaidō als Hokkaido International Airlines gegründet und nahm Ende 1998 den Flugbetrieb auf. Die Flotte bestand anfangs aus zwei Boeing 767-300 und wurde später um ein weiteres Exemplar sowie um zwei Boeing 737-400 ergänzt.
Air Do war Japans erste Billigfluggesellschaft, passte ihr Tarifsystem aber unter dem Druck der beiden großen japanischen Fluggesellschaften All Nippon Airways und Japan Airlines an.
Seit 2008 besitzt All Nippon Airways 13,6 % an Air Do und alle Flüge werden als Codeshare-Flüge mit dieser bedient.
Im Oktober 2012 änderte das Unternehmen seinen Namen von Hokkaido International Airlines in Air Do. Die Abkürzung  „Do“ leitet sich von „Hokkaido“ ab.
Im Mai 2021 wurde bekannt gegeben, dass Air Do 2022 mit Solaseed Air fusionieren wird. Am 3. Oktober wurde die Fusion vollzogen, eine neue Holdinggesellschaft namens RegionalPlus Wings Corp. wurde gegründet.

## Flugziele
Air Do fliegt von Tokio-Haneda und Neu-Chitose Ziele in ganz Japan an.

## Flotte

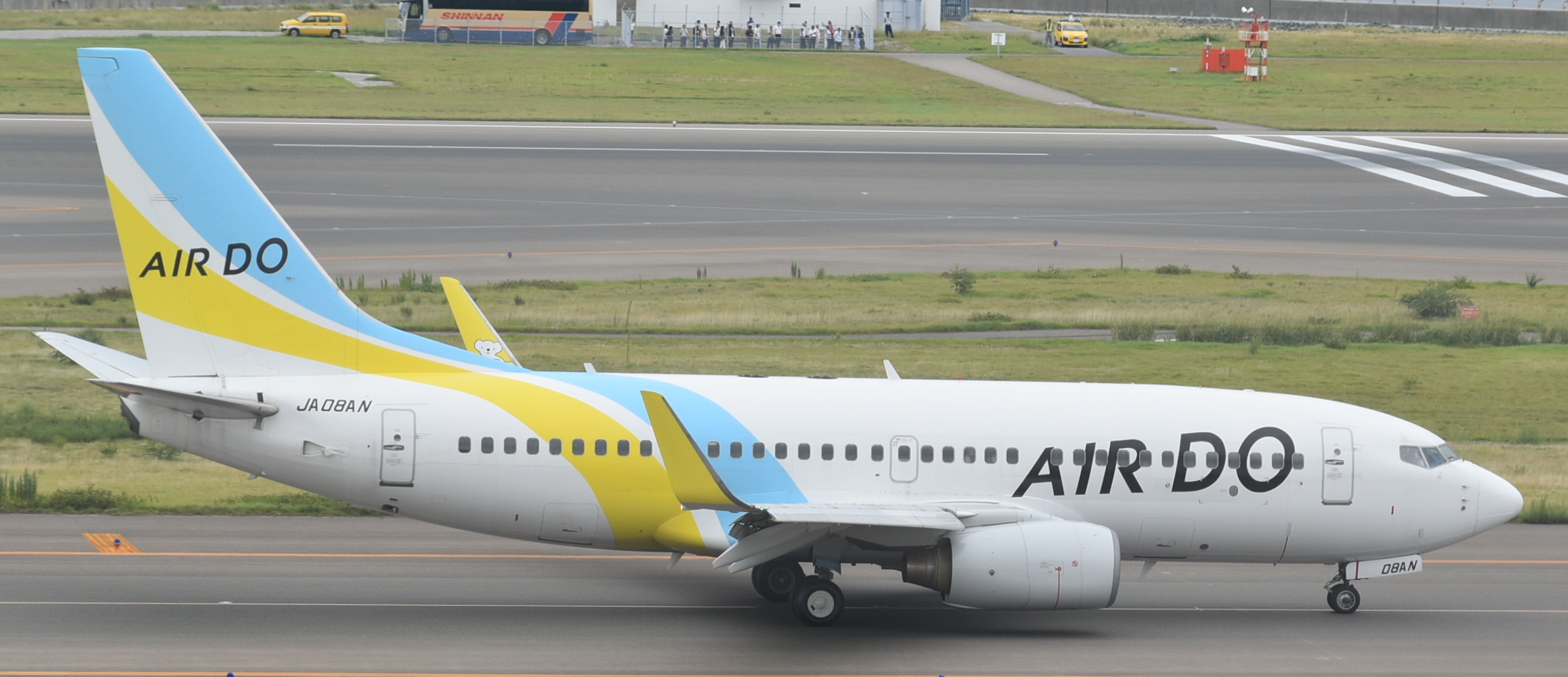
Boeing 737-700 der Air Do

Mit Stand Januar 2025 besteht die Flotte der Air Do aus zwölf Flugzeugen mit einem Durchschnittsalter von 19,6 Jahren:
| Flugzeugtyp      | Anzahl | bestellt | Anmerkungen               | Sitzplätze |
| ---------------- | ------ | -------- | ------------------------- | ---------- |
| Boeing 737-700   | 08     |          | mit Winglets ausgestattet | 144        |
| Boeing 767-300ER | 04     |          |                           | 270 288    |
| Gesamt           | 12     | –        |                           |            |

### Sonderbemalungen
Aktuelle Sonderbemalung
| Flugzeug         | Luftfahrzeugkennzeichen | Anmerkungen | Bild                            |
| ---------------- | ----------------------- | ----------- | ------------------------------- |
| Boeing 767-300ER | JA607A                  | „Rokon Jet“ | Air Do Boeing 767-300 Rokon Jet |

Ehemalige Sonderbemalungen
| Flugzeug         | Luftfahrzeugkennzeichen | Anmerkungen            | Bild |
| ---------------- | ----------------------- | ---------------------- | ---- |
| Boeing 737-500   | JA8196                  | „Bear Do“              |      |
| Boeing 737-500   | JA305K                  | „Bear Do Dream“        |      |
| Boeing 767-300ER | JA01HD                  |                        |      |
| Boeing 767-300ER | JA01HD                  |                        |      |
| Boeing 767-300   | JA602A                  | „Bear Do Hokkaido Jet“ |      |